# Zbigniew Wlassics
Zbigniew Alojzy Wlassics (ur. 8 lutego 1886 w Czerniowcach, zm. 15 października 1932 we Lwowie) – polski architekt, inżynier budowlany.
Ukończył studia na Wydziale Mechanicznym Politechniki Lwowskiej (1912). W latach 1911–1912 był asystentem 1. Katedry Budowy Maszyn w Politechnice Lwowskiej; w latach 1913–1918, z przerwami spowodowanymi służbą wojskową, był generalnym dyrektorem Galicyjskiej Spółki Przemysłowej i Budowlanej we Lwowie, fabryki wyrobów ceramicznych w Drohobyczu i Rzeszowie i w kopalni torfu w Dolinie. W 1918 pracował w Centrali Odbudowy Kraju w dziale ceramicznym, w latach 1919–1921 pełnił służbę w Wojsku Polskim. W stopniu kapitana walczył podczas wojny polsko-bolszewickiej oraz w obronie Lwowa. Po zakończeniu działań wojennych razem z Romanem Völpelem i Karolem Machalskim założył przedsiębiorstwo budowlane. W latach 1922–1926 prowadził szereg własnych lub przez siebie zorganizowanych przedsiębiorstw: stolarnię maszynową i tartaki, międlarnie, roszarnie oraz czesalnie lnu i konopi, wytwórnię maszynową gobelinów i kilimów. Od 1927 pełnił funkcję naczelnika Okręgu Legalizacji Narzędzi Mierniczych we Lwowie. Pełnił funkcję rzeczoznawcy Lwowskiej Izby Handlowej w sprawach standaryzacji lnu. 

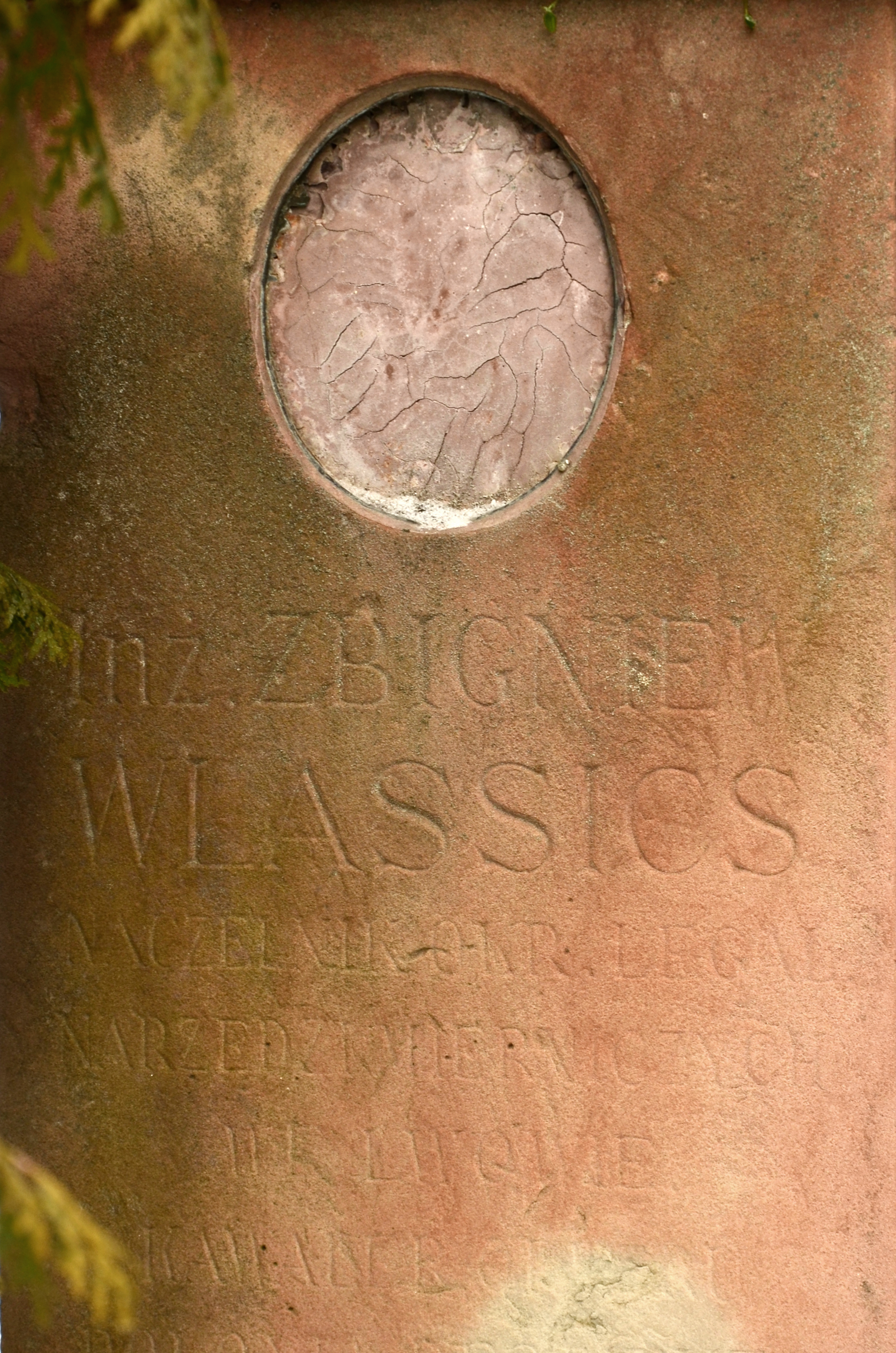
Nagrobek na Cmentarzu Łyczakowskim we Lwowie

Zmarł na atak serca 15 października 1932. Został pochowany w grobie rodzinnym na Cmentarzu Łyczakowskim (pole nr 49).

## Ordery i odznaczenia
- Krzyż Oficerski Orderu Odrodzenia Polski (9 listopada 1931)[2]